# Isothecium ceylonense
Isothecium ceylonense là một loài rêu trong họ Brachytheciaceae. Loài này được M. Fleisch. mô tả khoa học đầu tiên năm 1908.